# Stakendorf
Stakendorf ist eine Gemeinde im Kreis Plön in Schleswig-Holstein. Stakendorfer Strand liegt im Gemeindegebiet.

## Geografie

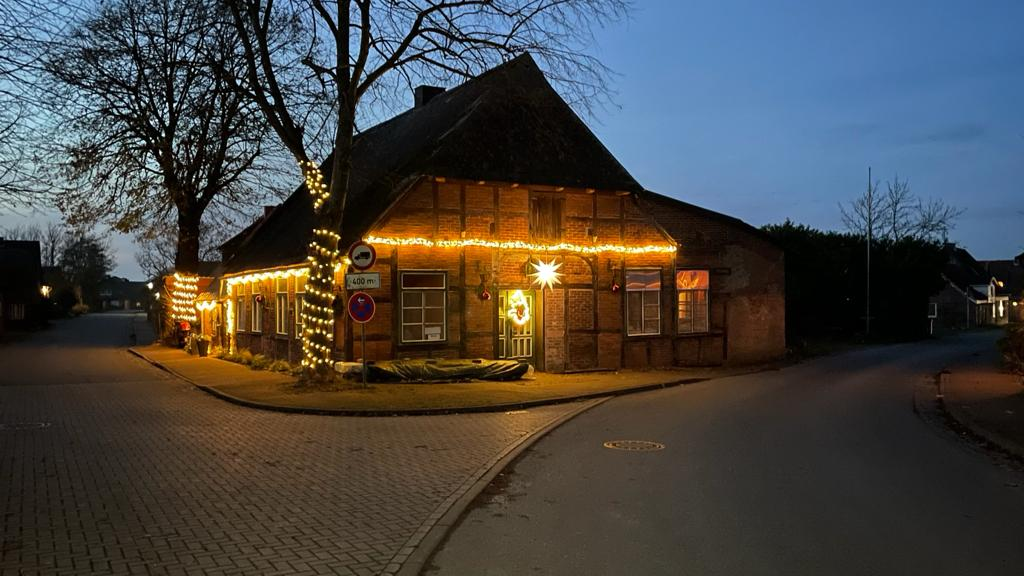
Haus Strandweg 1, ehemals Gasthaus Zur Linde, bis Ende 2019 Antikladen.

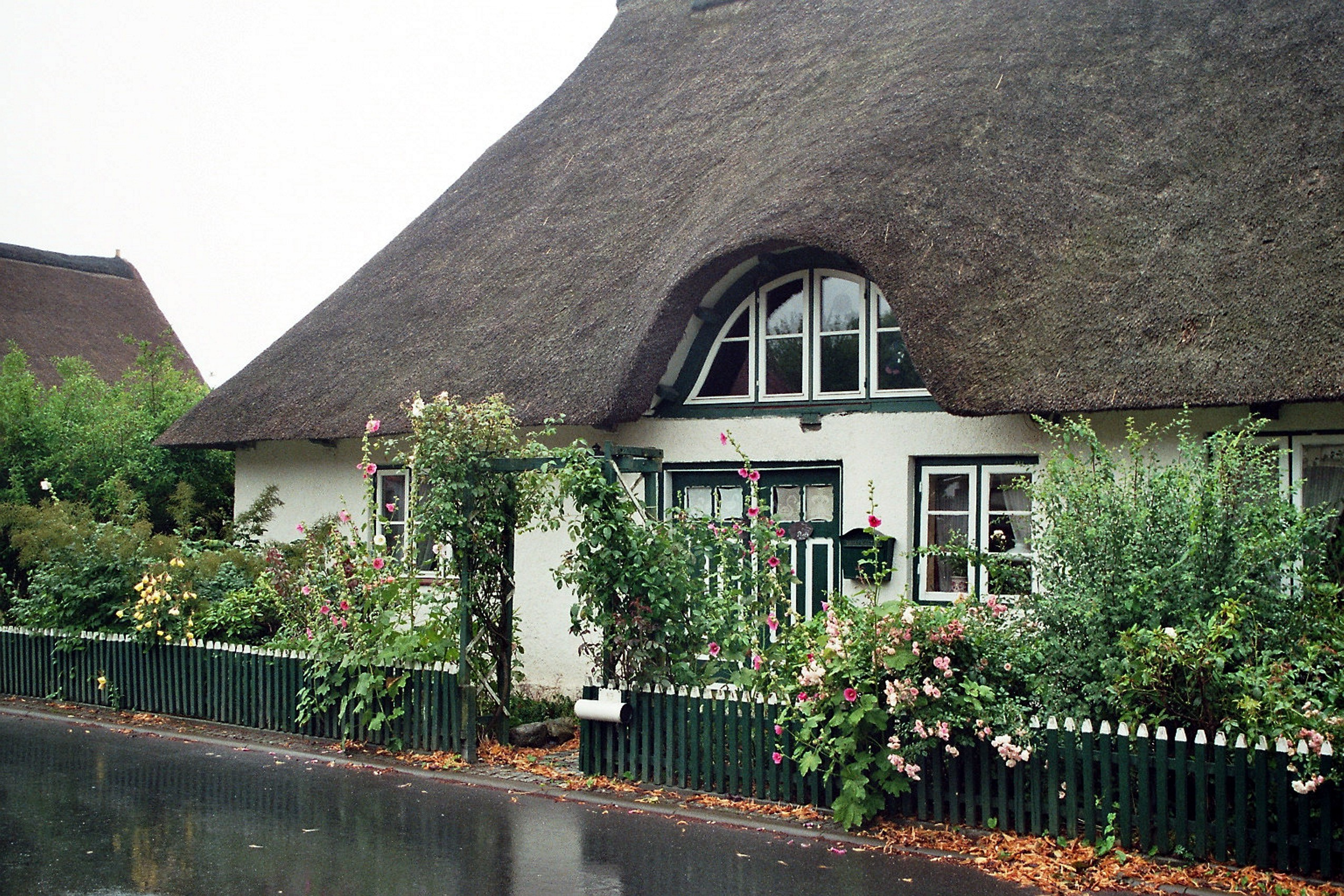
Reetdachhaus

Stakendorf liegt an der Ostsee, 4 km östlich von Schönberg (Holstein). Ein Teilbereich von Stakendorf liegt am Schönberger Strand rund 2 km vom Ortskern entfernt.

## Geschichte
Stakendorf wurde erstmals 1286 urkundlich erwähnt.
Peter Plett lebte von 1808 bis 1823 als Dorflehrer in Stakendorf. Er hatte 1791 als Hauslehrer auf Hasselburg, Gut Wittenberg, in Ostholstein die Kuhpockenimpfung durchgeführt, bevor der englische Arzt Edward Jenner dasselbe 1796 tat und dafür weltberühmt wurde.
Die Gemeinde gehörte dem Amt Probstei-Ost an. Seit dessen Auflösung zum 1. Juni 1970 ist sie Teil des Amts Probstei.

## Politik

### Gemeindevertretung
Bei der Kommunalwahl am 14. Mai 2023 wurden insgesamt neun Sitze vergeben. Von diesen erhielt die Action Freie Wählergemeinschaft Stakendorf fünf Sitze und die Allgemeine Wählergemeinschaft Stakendorf vier Sitze.

### Wappen
Blasonierung: „Von Silber und Blau schräglinks geteilt. Oben ein rotes Niedersachsenhallenhaus, unten ein schräglinker silberner Streifen (Stake), um den sich eine schwarze Ringelnatter windet.“

## Wirtschaft und Infrastruktur

### Wirtschaft
Stakendorf lebt überwiegend von der Landwirtschaft und dem Tourismus. Daneben gibt es mehrere, überwiegend kleine Unternehmen, wie einen Metallbauer, Haus- und Gartenservice, Tischler und Bäcker.
Stakendorf hat ca. 450 Einwohner und ist als kleines, sauberes Dorf zu bezeichnen.
Direkt im Dorf gibt es mit Ausnahme des Bäckers und der Schinkenräucherei keine Ladengeschäfte und auch keine Gastronomie mehr.

### Verkehr
Nördlich des Orts verläuft die Bahnstrecke Kiel Süd–Schönberger Strand mit dem Haltepunkt Stakendorf, der in den Sommermonaten an den Wochenenden von der Museumsbahn Schönberger Strand bedient wird. Die Reaktivierung der gesamten Strecke im regelmäßigen Personennahverkehr ist geplant. Ein im Dezember 2024 vorgestellter Drei-Stufen-Plan zur schrittweisen Realisierung der Bahnstrecke sieht bis Ende 2027 als letzten Ausbauabschnitt die Teilstrecke von der Gemeinde Probsteierhagen bis zum Schönberger Strand vor. Bis dahin ist der nächste im Stundentakt bediente Bahnhof der Bahnhof Oppendorf.
Die nächstgelegene Bundesstraße ist die Bundesstraße 502, die etwa fünf Kilometer westlich bei Schönberg (Holstein) beginnt. Über sie erreicht man die etwa 25 Kilometer entfernte Landeshauptstadt Kiel und dort die Anschlussstelle Kiel-Westring der Bundesautobahn 215.